# Changement de nom de communes en France dans les années 1990
Pour des articles plus généraux, voir Changement de nom de communes en France et Changement de nom de communes en France au XXe siècle.
Cet article présente une liste des changements de nom de communes en France dans les années 1990.

## Années 1990

### 1991
14 mars 1991
Décret du 14 mars 1991 portant changement de nom de communes.
| Ancienne dénomination          | Département | Nouvelle dénomination         |
| ------------------------------ | ----------- | ----------------------------- |
| Charnoz                        | Ain         | Charnoz-sur-Ain               |
| Chevigney                      | Doubs       | Chevigney-lès-Vercel          |
| Civrac-de-Dordogne             | Gironde     | Civrac-sur-Dordogne           |
| Saint-Sulpice-de-Graimbouville | Eure        | Saint-Sulpice-de-Grimbouville |
| Villette                       | Ain         | Villette-sur-Ain              |

13 décembre 1991
Décret du 13 décembre 1991 portant changement de nom de communes.
| Ancienne dénomination | Département             | Nouvelle dénomination      |
| --------------------- | ----------------------- | -------------------------- |
| Beaumont              | Manche                  | Beaumont-Hague             |
| Château-Arnoux        | Alpes-de-Haute-Provence | Château-Arnoux-Saint-Auban |
| Guilherand            | Ardèche                 | Guilherand-Granges         |
| Saint-André           | Nord                    | Saint-André-lez-Lille      |
| Saint-Antoine         | Isère                   | Saint-Antoine-l'Abbaye     |
| Saint-Saturnin        | Hérault                 | Saint-Saturnin-de-Lucian   |
| Le Sauze              | Hautes-Alpes            | Le Sauze-du-Lac            |

### 1992
1er août 1992
| Ancienne dénomination | Département | Nouvelle dénomination |
| --------------------- | ----------- | --------------------- |
| Schwerdoff            | Moselle     | Schwerdorff           |

5 août 1992
Décret du 5 août 1992 portant changement de nom de communes.
| Ancienne dénomination     | Département         | Nouvelle dénomination      |
| ------------------------- | ------------------- | -------------------------- |
| Châteauneuf-de-Contes     | Alpes-Maritimes     | Châteauneuf-Villevieille   |
| Soueix                    | Ariège              | Soueix-Rogalle             |
| Mézoargues                | Bouches-du-Rhône    | Saint-Pierre-de-Mézoargues |
| Champeau                  | Côte-d'Or           | Champeau-en-Morvan         |
| Mourioux                  | Creuse              | Mourioux-Vieilleville      |
| Saint-Martin-de-Gurçon    | Dordogne            | Saint-Martin-de-Gurson     |
| Villeneuve-lès-Maguelonne | Hérault             | Villeneuve-lès-Maguelone   |
| Châteauthébaud            | Loire-Atlantique    | Château-Thébaud            |
| Blaincourt                | Oise                | Blaincourt-lès-Précy       |
| Monceaux                  | Orne                | Monceaux-au-Perche         |
| Montesquieu               | Pyrénées-Orientales | Montesquieu-des-Albères    |
| Gezier-et-Fontelenay      | Haute-Saône         | Gézier-et-Fontenelay       |
| Montereau-faut-Yonne      | Seine-et-Marne      | Montereau-Fault-Yonne      |

19 octobre 1992
Décret du 19 octobre 1992 portant changement de nom de communes.
| Ancienne dénomination | Département   | Nouvelle dénomination |
| --------------------- | ------------- | --------------------- |
| Blaiserives           | Haute-Marne   | Doulevant-le-Château  |
| Quint                 | Haute-Garonne | Quint-Fonsegrives     |

### 1993
26 mars 1993
Décret du 26 mars 1993 portant changement de nom de communes.
| Ancienne dénomination  | Département    | Nouvelle dénomination    |
| ---------------------- | -------------- | ------------------------ |
| Almon-les-Junies       | Aveyron        | Almont-les-Junies        |
| Bourg-Dun              | Seine-Maritime | Le Bourg-Dun             |
| Conches                | Seine-et-Marne | Conches-sur-Gondoire     |
| Cordes                 | Tarn           | Cordes-sur-Ciel          |
| Grun                   | Dordogne       | Grun-Bordas              |
| Labastide-de-Juvinas   | Ardèche        | Labastide-sur-Bésorgues  |
| Laredorte              | Aude           | La Redorte               |
| Merle                  | Loire          | Merle-Leignec            |
| Mirebeau               | Côte-d'Or      | Mirebeau-sur-Bèze        |
| Moutiers               | Yonne          | Moutiers-en-Puisaye      |
| Plan-d'Aups            | Var            | Plan-d'Aups-Sainte-Baume |
| Rémering-lès-Hargarten | Moselle        | Rémering                 |
| Les Rosiers            | Maine-et-Loire | Les Rosiers-sur-Loire    |
| Rouvres                | Oise           | Rouvres-en-Multien       |
| Soirans-Fouffrans      | Côte-d'Or      | Soirans                  |

7 octobre 1993
Décret du 7 octobre 1993 portant changement de nom de communes.
| Ancienne dénomination | Département     | Nouvelle dénomination    |
| --------------------- | --------------- | ------------------------ |
| Entraigues            | Vaucluse        | Entraigues-sur-la-Sorgue |
| Montfort              | Ille-et-Vilaine | Montfort-sur-Meu         |
| Saint-Privat          | Dordogne        | Saint-Privat-des-Prés    |

### 1994
1er janvier 1994
97313 Tonnegrande-Montsinery devient Montsinéry-Tonnegrande. (La commune de Tonnegrande-Montsinery avait changé de nom lorsqu'elle fut officiellement créée, par le décret du 17 mars 1969.) Correction d'une erreur de l'Insee, identifiée le 1er janvier 1994.
8 juin 1994
Décret du 8 juin 1994 portant changement de noms de communes.
| Ancienne dénomination | Département    | Nouvelle dénomination   |
| --------------------- | -------------- | ----------------------- |
| Aubigné-Briand        | Maine-et-Loire | Aubigné-sur-Layon       |
| Étrun                 | Nord           | Estrun                  |
| Ressons               | Oise           | Ressons-l'Abbaye        |
| Saint-Vincent         | Cantal         | Saint-Vincent-de-Salers |
| Simandre              | Ain            | Simandre-sur-Suran      |
| La Teste              | Gironde        | La Teste-de-Buch        |

1er juillet 1994
| Ancienne dénomination | Département | Nouvelle dénomination |
| --------------------- | ----------- | --------------------- |
| Domnon-lès-Dieuze     | Moselle     | Domnom-lès-Dieuze     |

### 1995
1er janvier 1995
| Ancienne dénomination                            | Département | Nouvelle dénomination |
| ------------------------------------------------ | ----------- | --------------------- |
| Mallaville                                       | Charente    | Malaville             |
| Saint-Médard(Canton de Barbezieux-Saint-Hilaire) | Charente    | Saint-Médard          |
| Chorey                                           | Côte-d'Or   | Chorey-les-Beaune     |

6 novembre 1995
Décret du 6 novembre 1995 portant changement de nom de communes.
| Ancienne dénomination   | Département     | Nouvelle dénomination    |
| ----------------------- | --------------- | ------------------------ |
| Azat-le-Riz             | Haute-Vienne    | Azat-le-Ris              |
| Barneville              | Calvados        | Barneville-la-Bertran    |
| Châlons-sur-Marne       | Marne           | Châlons-en-Champagne     |
| Coudeville              | Manche          | Coudeville-sur-Mer       |
| Fresquienne             | Seine-Maritime  | Fresquiennes             |
| Lapalme                 | Aude            | La Palme                 |
| Mambelin                | Doubs           | Dambelin                 |
| Montauban               | Ille-et-Vilaine | Montauban-de-Bretagne    |
| Les Quatre-Routes       | Lot             | Les Quatre-Routes-du-Lot |
| Saint-Barthélemy-le-Pin | Ardèche         | Saint-Barthélemy-Grozon  |
| Saint-Laurent           | Morbihan        | Saint-Laurent-sur-Oust   |
| Thétieu                 | Landes          | Téthieu                  |
| Thollon                 | Haute-Savoie    | Thollon-les-Mémises      |
| Vallières               | Creuse          | Vallière                 |

### 1996
1er janvier 1996
| Ancienne dénomination | Département | Nouvelle dénomination |
| --------------------- | ----------- | --------------------- |
| Vauxreziz             | Aisne       | Vauxrezis             |
| Vœgtlinshofen         | Haut-Rhin   | Vœgtlinshoffen        |

7 août 1996
Décret no 96-706 du 7 août 1996 portant changement de nom de communes.
| Ancienne dénomination      | Département       | Nouvelle dénomination    |
| -------------------------- | ----------------- | ------------------------ |
| Les Cerqueux-de-Maulevrier | Maine-et-Loire    | Les Cerqueux             |
| Châteauroux                | Hautes-Alpes      | Châteauroux-les-Alpes    |
| Enguialès                  | Aveyron           | Le Fel                   |
| Ferrières                  | Seine-et-Marne    | Ferrières-en-Brie        |
| Lempdes                    | Haute-Loire       | Lempdes-sur-Allagnon     |
| Mazeyrat-Aurouze           | Haute-Loire       | Mazerat-Aurouze          |
| Talmont                    | Charente-Maritime | Talmont-sur-Gironde      |
| Trans                      | Ille-et-Vilaine   | Trans-la-Forêt           |
| Vallières                  | Creuse            | Vallière                 |
| Vitrolles                  | Vaucluse          | Vitrolles-en-Lubéron (*) |

(*) Le résumé du décret présente Vitrolles-en-Luberon sans accent mais en capitales d'imprimerie (l’omission des accents est erronée mais fréquente en capitales d'imprimerie), et le fac-similé du décret présente Vitrolles-en-Lubéron avec accent (il est possible que le fac-similé comporte une erreur typographique).

### 1997
1er janvier 1997
| Ancienne dénomination | Département  | Nouvelle dénomination  |
| --------------------- | ------------ | ---------------------- |
| Marseille-lès-Aubigny | Cher         | Marseilles-lès-Aubigny |
| Brézolles             | Eure-et-Loir | Brezolles              |
| Bilzheim              | Haut-Rhin    | Biltzheim              |
| Widensohlen           | Haut-Rhin    | Widensolen             |

22 décembre 1997
Décret no 97-1172 du 22 décembre 1997 portant changement de nom de communes.
| Ancienne dénomination  | Département     | Nouvelle dénomination |
| ---------------------- | --------------- | --------------------- |
| Berre-des-Alpes        | Alpes-Maritimes | Berre-les-Alpes       |
| Bryas                  | Pas-de-Calais   | Brias                 |
| Lainville              | Yvelines        | Lainville-en-Vexin    |
| Lentillac-Lauzès       | Lot             | Lentillac-du-Causse   |
| Longvillers            | Pas-de-Calais   | Longvilliers          |
| Molesmes               | Côte-d'Or       | Molesme               |
| Saint-Méloir           | Côtes-d'Armor   | Saint-Méloir-des-Bois |
| Terrasson-la-Villedieu | Dordogne        | Terrasson-Lavilledieu |
| Trédrez                | Côtes-d'Armor   | Trédrez-Locquémeau    |

Les demandes de changements de nom de 12 communes :
Boudy-de-Beauregard (Lot-et-Garonne),
Billière (Haute-Garonne),
Bretteville (Manche),
Dampierre (Jura),
Elbeuf (Seine-Maritime),
Gasny (Eure),
Ludes (Marne),
Mauves (Ardèche),
Montignac (Dordogne),
Saint-Florent (Loiret),
Saint-Michel (Charente) et
Vezins (Manche),
n'ont pas été retenues.
26 décembre 1997
Décret no 97-1331 du 26 décembre 1997 portant changement de nom d'une commune.
| Ancienne dénomination | Département | Nouvelle dénomination |
| --------------------- | ----------- | --------------------- |
| Châlons-sur-Marne     | Marne       | Châlons-en-Champagne  |

Ce changement de nom de commune, déjà décrété le 6 novembre 1995 (et publié), intervient après décision du conseil d'État du 4 avril 1997.

### 1998
16 novembre 1998
Décret no 98-1034 du 16 novembre 1998 portant changement de noms de communes.
| Ancienne dénomination | Département    | Nouvelle dénomination |
| --------------------- | -------------- | --------------------- |
| Beaubigny             | Manche         | Baubigny              |
| Belmont               | Rhône          | Belmont-d'Azergues    |
| Châteaurenard         | Loiret         | Château-Renard        |
| Couffi                | Loir-et-Cher   | Couffy                |
| Le Haucourt           | Aisne          | Lehaucourt            |
| Villy-le-Bas          | Seine-Maritime | Villy-sur-Yères       |

Les demandes de changement de nom de 14 communes :
Arros-de-Nay (Pyrénées-Atlantiques),
Avesnes-les-Aubert (Nord),
Ayse (Haute-Savoie),
Belleville (Rhône),
Cazevieille (Hérault),
Clairac (Lot-et-Garonne),
Colmars (Alpes-de-Haute-Provence),
Jaure (Dordogne),
Lathuile (Haute-Savoie),
Lüe (Landes),
Planay (Savoie),
Ri (Orne),
Saint-Cyr (Manche),
Saussemesnil (Manche), n'ont pas été retenues.
30 novembre 1998
Décret no 98-1097 du 30 novembre 1998 portant changement de noms de communes.
| Ancienne dénomination          | Département             | Nouvelle dénomination |
| ------------------------------ | ----------------------- | --------------------- |
| Allègre                        | Gard                    | Allègre-les-Fumades   |
| Amareins-Francheleins-Cesseins | Ain                     | Francheleins          |
| Auzat-sur-Allier               | Puy-de-Dôme             | Auzat-la-Combelle     |
| Saint-Paul                     | Alpes-de-Haute-Provence | Saint-Paul-sur-Ubaye  |

La demande de renommage de la commune d'Izel-les-Hameaux (Pas-de-Calais) n'a pas été retenue, elle est entérinée le 22 juin 2009.

### 1999
21 décembre 1999
Décret du 21 décembre 1999 portant changement de nom de communes.
| Ancienne dénomination | Département   | Nouvelle dénomination |
| --------------------- | ------------- | --------------------- |
| Chiry-Ourscamps       | Oise          | Chiry-Ourscamp        |
| Fayl-la-Forêt         | Haute-Marne   | Fayl-Billot           |
| Frasne                | Jura          | Frasne-les-Meulières  |
| Saint-Dié             | Vosges        | Saint-Dié-des-Vosges  |
| Tritteling            | Moselle       | Tritteling-Redlach    |
| Le Vanneau            | Deux-Sèvres   | Le Vanneau-Irleau     |
| Vaudemanges           | Marne         | Vaudemange            |
| Vieux-Pont            | Calvados      | Vieux-Pont-en-Auge    |
| Yvignac               | Côtes-d'Armor | Yvignac-la-Tour       |

Les termes du décret tel que publié au J.O. ont été rectifiés par un insert dans le Journal officiel no 12 du 15 janvier 2000, page 723, qui change le département mentionné en regard de Fayl-la-Forêt, de « Marne » en « Haute-Marne ».